# От семи до двенадцати
«От семи́ до двена́дцати» — советский детский киноальманах 1965 года. Состоит из трёх новелл: «ЧП в пятом „Б“», «Чёрный котёнок» и «Зонтик».
Снят на киностудии «Мосфильм» режиссёрами Хасаном Бакаевым, Екатериной Сташевской-Народицкой и Юрием Фридманом.

## «ЧП в пятом „Б“»

### Сюжет
Кинолюбитель Петя только что собрал любительскую кинокамеру и ищет материал для пробной съёмки. Он хочет снять что-нибудь зрелищное и поэтому отказывается от предложения своего друга Владика снять в его пятом классе (в котором Владик, по совместительству, является председателем совета отряда класса) сбор третьего звена на тему о дружбе — ребята из этого самого звена некоторое время назад из-за чего-то поссорились и в итоге звено разделось на два чуть ли не самых настоящих враждующих лагеря.
На собрании звена пионервожатая Люся предлагает ребятам спеть песню о дружбе, но те не реагируют. Расстроенная Люся в слезах выбегает из класса. Пятиклассники немедленно устраивают драку. Привлечённая шумом, в класс заходит учительница Лидия Васильевна. Чтобы избежать наказания, пятиклассники вынуждены сказать, что они поют, и спеть ту самую песню о дружбе, которую отказались петь с Люсей.
Владик у себя в квартире случайно подслушивает через мусоропровод разговор его живущих с ним в одном доме одноклассников Гриши и Тани: те узнали, что Костя Дробилкин из вражеской части звена завтра утром пойдёт через парк в кино, и поэтому они хотят устроить там Косте засаду и поколотить его. Владик бежит к Косте, чтобы предупредить его, но тот в ответ хорохорится и решает привести в парк утром свою часть звена. Тогда Владик обращается за помощью к Пете и просит того тайком заснять на камеру драку звена, надеясь, что получившийся фильм пристыдит и перевоспитает одноклассников.
Наутро Петя прячется в ротонде с киноаппаратом и снимает начавшуюся потасовку на плёнку. Но участники драки замечают его и вытаскивают из укрытия. Узнав, что их снимали, драчуны неожиданно приходят в восторг и продолжают драку нарочно, только ради киносъёмки. Хотя Петя не в восторге от отснятого материала, бывшие недруги вдруг сплачиваются, потому что решают сами построить свою кинокамеру. Общее дело их настолько увлекает, что они, сами того не замечая, забывают старые дрязги и становятся друзьями.

### В ролях
- Стасик Лыхин — Петя
- Татьяна Сапожникова — пионервожатая
- Ирина Мурзаева — учительница Лидия Васильевна
- Слава Тырлов — председатель совета отряда Владик
- Валя Соколова, Серёжа Осипов, Саша Сингин — пионеры 1-го звена
- Гриша Плоткин, Лена Корхина, Оля Никольская, Боря Кузнецов — пионеры 2-го звена

## «Чёрный котёнок»

### Сюжет
Знаменитый вратарь команды «Молния» Бычков, идя по городу в сопровождении юных фанатов, встречает чёрного котёнка. Котёнок переходит им дорогу. Футболист оказывается суеверен и считает это происшествие дурным знаком. Поклонники Бычкова гонятся за котёнком, но его подбирают и прячут двое болельщиков команды «Птицеферма» Боря и Алик. Подбежавший болельщик команды «Молния» спрашивает у ребят, где котёнок, но они не отвечают, а когда парень убегает, ребята отпускают котёнка.
Боря и Алик пытаются купить билеты на встречу «Молнии» и «Птицефермы», но билетов в кассе нет. Друзья решают пройти на стадион без билета и одновременно замечают, что за ними увязался чёрный котёнок. Боря забирает его к себе домой, но, поскольку питомец разбивает чашку, мама Бори больше не разрешает держать его в доме. Папа Бори, водитель такси, берёт его с собой на работу. В такси садится спешащий на стадион футболист Бычков, но, увидев чёрную кошку у заднего стекла, выскакивает из машины, бежит в сторону стадиона и спотыкается. Папа Бори отвозит котёнка Алику. Алик и его бабушка играют с котёнком, чем мешают заниматься старшему брату Алика — Шурику, который готовится к поступлению в высшую школу. Чёрный котёнок проникает в комнату Шурика. Тот, увидев его, приходит в ужас и считает, что чёрный кот принесёт ему неудачу на вступительном экзамене, нервничает и кричит. Алик вынужден отнести котёнка Боре.
Алик и Боря, не зная, что делать с котёнком, решают взять его с собой на стадион. Толпа болельщиков, которым не хватило билета, толпится у ворот стадиона. Ребята, узнав о суеверности администратора, выпускают чёрного котёнка. Администратор, завидев его, в ужасе убегает, оставляя ворота открытыми. Друзья вместе с другими безбилетниками попадают на стадион.
«Птицеферма» активно атакует противника. Болельщики «Молнии» разворачивают плакат «„Птицеферму“ на жаркое», болельщики «Птицефермы» в ответ — полотнище с чёрным котом. Суеверному вратарю Бычкову становится не по себе, и он едва не пропускает мяч.
Тем временем от Алика и Бори убегает настоящий чёрный котёнок. Идёт последняя минута матча, счёт — «сухая ничья». Котёнок выбегает на поле и оказывается за воротами Бычкова. Вратарь ловит мяч, казалось бы, последняя атака отражена, но услышав мяуканье котёнка, футболист поворачивает и, пытаясь прогнать котёнка, забивает мяч в собственные ворота. Команда «Птицеферма» выигрывает. Болельщики чествуют котёнка. Расстроенный Бычков садится на улице на чемодан, и его немедленно окружают три чёрные кошки.

### В ролях
- Герман Качин — Бычков
- Саша Гуров — Боря
- Миша Молокоедов — Алик
- Зоя Фёдорова — бабушка Алика
- Олег Даль — Шурик
- Нина Агапова — мама Бориса
- Даниил Нетребин — папа Бориса

## «Зонтик»

### Сюжет
Двое ребят, Толик и Дима, возвращаясь с репетиции пионерского парада, попали под дождь. Они спрятались в подъезде, но выйти не могут: на них новая шелковая форма для парада. Случайные прохожие, мужчина и женщина, отдают ребятам зонтик с условием, чтобы те вернули его к восьми часам утра. Зонтик попадает к Славке, а потом к Люсе, которые оказываются в таком же положении, как Толик и Димка. И тут выясняется, что зонтик принадлежит Люсиным родителям и, кажется, никуда его нести не следует. Но Люся знает, что ребята будут волноваться, если не сумеют вовремя вернуть зонтик по назначению, и зонтик совершает обратное путешествие.

### В ролях
- Игорь Агапкин — Димка
- Женя Орлов — Толик
- Юра Титов — Славка
- Сережа Шалаевский — Андрюшка
- Лена Пронина — Люся
- Людмила Шагалова — мама
- Валентин Зубков — папа
- Рина Зелёная — уборщица

## Фестивали
Фильм был удостоен Серебряного жетона на Международном фестивале детских фильмов в Ла-Плате (1967).